# Хамди, Сарра
Сарра аль-Хамиди (араб. سارة الحامدي‎; род. 13 марта 1999) — тунисская спортсменка (вольная борьба), победитель и многократный призёр чемпионатов Африки, участница Олимпийских игр.

## Карьера
В апреле 2021 года в тунисском Хаммамете на африканском и океанском олимпийский отборочный турнире к Олимпийским играм в Токио завоевала лицензию. В августе 2021 года на Олимпиаде в схватке на стадии 1/8 финала одолела Симу Бислу из Индии (3:1), в поединке 1/4 финала уступила Марии Стадник, представлявшую Азербайджан, и заняла итоговое 9 место.

## Достижения
- Чемпионат Африки по борьбе 2017 — ;
- Чемпионат Африки по борьбе 2018 — ;
- Средиземноморский чемпионат 2018 — ;
- Чемпионат Африки по борьбе 2019 — ;
- Африканские игры 2019 — ;
- Чемпионат Африки по борьбе 2020 — ;
- Олимпийские игры 2020 — 9;